# John Harrysson
För den svenske skådespelaren, se John Harryson. För andra betydelser, se John Harrysson (olika betydelser).
John Erik Harrysson, född 7 oktober 1967, är en svensk seglare. Harrysson har deltagit i två OS. I OS i Atlanta 1996 placerade han sig på en 6:e plats i Laser och OS i Sydney placerade han sig på en 17:e plats i 49:er tillsammans med Patrik Sandström. Vid båda OS seglade han för klubben GKSS. Efter avslutad tävlingskarriär började Harrysson arbeta som kustbevakare och medverkade i tv-programmet Kustbevakarna och SSRS..